# Dự thảo Hòa ước Aubaret
Dự thảo Hòa ước Aubaret (tiếng Pháp: Projet de traité d'Aubaret; tiếng Anh: Draft Treaty of Aubaret) là những cuộc đàm phán giữa đại diện của Đệ Nhị Đế chế Pháp và Đại Nam nhầm hướng đến một thoả thuận mới có thể thay thế Hòa ước Nhâm Tuất được ký kết vào năm 1862.
Sau khi ký với Pháp Hòa ước Nhâm Tuất, ngoài mở cảng biển cho người Pháp tư do buôn bán, Nhà Nguyễn còn phải bồi thường chiến phí và đặc biệt là phải cắt nhượng 3 tỉnh Biên Hoà, Gia Định và Định Tường cho Pháp. Vua Tự Đức và triều thần đã tiến hành xúc tiến ngoại giao để mong chuộc lại đất đã mất. Sau các cuộc thảo luận, một sứ bộ với các đại thần Phan Thanh Giản (Chánh sứ), Phạm Phú Thứ (Phó sứ) và Ngụy Khắc Đản (Bồi sứ) cùng nhiều quan lại khác đã được thành lập, có nhiệm vụ thân hành sang Pháp để bàn việc xin chuộc lại ba tỉnh miền Đông Nam kỳ.
Sau những đàm phán tại Paris với chính phủ Pháp, tháng 12/1863, Hoàng đế Napoleon III đã bổ nhiệm Gabriel Aubaret làm lãnh sự ở Vọng Các (Bangkok, Thái Lan) và giao cho nhiệm vụ đến Kinh đô Huế trao đổi một dự thảo thay cho Hiệp ước 1862. Giữa năm 1864, Lãnh sự Aubaret đến Huế và bắt đầu thảo luận với đại diện của Nhà Nguyễn các điều khoản trong hoà ước mới. 18/19 điều khoản trong thoả thuận được thông qua và ký kết, riêng điều khoản thứ 19 liên quan đến việc bồi thường chiến phí bị bế tắc. Vì phía triều đình Huế chỉ đồng ý trả khoản tiền bồi thường chiến phí là 2 triệu franc mỗi năm thay vì 3 triệu như yêu cầu của Pháp, và sẽ trả kéo dài trong 40 năm..., bản thân Aubaret không đủ thẩm quyền thảo luận với phía Đại Nam về điều khoản bồi thường này, nên hiệp ước sơ bộ vẫn được ký ngoại trừ điều khoản thứ 19 sẽ được đàm phán thêm.
Năm ngày sau khi ký bản ghi nhớ sơ bộ, khi đang trên tàu rời Huế thì Aubaret mới nhận được phản lệnh từ Paris yêu cầu hủy bỏ việc ký kết hòa ước mới, thư này được Drouyn de Lhuys gửi đi ngày 6/6/1864.
Nếu Hòa ước Aubaret được ký kết thành công thì Nhà Nguyễn sẽ được trả lại 3 tỉnh miền Đông Nam kỳ, bù lại Đệ Nhị Đế chế Pháp sẽ được bảo hộ Nam Kỳ Lục tỉnh (6 tỉnh), đặt lãnh sự Pháp tại Huế và Nhà Nguyễn phải bồi thường chiến phí là 80 triệu franc, tương đương với 9,6 triệu lượng bạc ròng. Tuy hoà ước mới cũng bị xem là một thoả thuận bất bình đẳng, nhưng nó nhẹ nhàng hơn hoà ước 1862, người Pháp sẽ không có cơ hội chiếm thêm 3 tỉnh miền Tây Nam kỳ để tạo ra thuộc địa Nam Kỳ, có nghĩa là 6 tỉnh Nam Kỳ của triều Nguyễn chỉ thuộc quy chế bảo hộ của Pháp như Bắc Kỳ, Lào hay Cao Miên sau này chứ không phải là thuộc địa trực tiếp.

## Tên gọi
Nếu dự thảo được ký kết chính thức thì hiệp ước này sẽ được gọi là "Hòa ước Canh Thân (1864)" theo truyền thống gọi tên của Nhà Nguyễn, hay "Hòa ước Aubaret" theo truyền thống của Pháp, gọi theo tên của người được uỷ quyền đàm phán và ký kết, và cũng có thể gọi hiệp ước theo tên địa phương, nơi ký kết - "Hòa ước Huế". Đây cũng là cách gọi tên các hiệp ước mà triều đình Huế đã ký với Pháp trước đó và sau này, điển hình như "Hòa ước Nhâm Tuất (1862)", cũng được gọi là "Hòa ước Bonard" (tên của Phó đô đốc người Pháp đặt bút ký) hay "Hòa ước Sài Gòn" (địa danh diễn ra ký kết).

## Bối cảnh

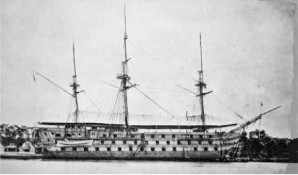
Chiến hạm Duperré của Pháp, nơi diễn ra ký kết sở thảo Hòa ước Nhâm Tuất, 1862

Ngày 15/06/1862, Hòa ước Nhâm Tuất được ký kết giữa đại diện của Triều đình Huế là Phan Thanh Giản và đại diện Đệ Nhị Đế chế Pháp là Thiếu tướng Louis Adolphe Bonard. Trước khi đoàn sứ thần Phan Thanh Giản - Lâm Duy Hiệp được cử vào Sài Gòn đàm phán hòa ước với Pháp, vua Tự Đức đã rót ngự tửu ban cho và dụ rằng "Đất đai quyết không thể nào cho được, tà giáo (ý nói Cơ Đốc giáo) quyết không cho tự do tuyên truyền" .
Trong quá trình đàm phán, do sức ép quá lớn từ Pháp, đoàn sứ thần Phan Thanh Giản đã đặt bút ký vào bảng hiệp ước bất bình đẳng gồm 12 điều, trong đó 2 điều khoản quan trọng và nặng nề nhất chính là "nhượng 3 tỉnh miền Đông Nam kỳ và Côn Đảo cho pháp" (điều 3), và "bồi thường chiến phí với số tiền lên đến 4 triệu đồng bạc, tương đương 2.880.000 lạng bạc". Khi biết tin sứ thần Phan Thanh Giản vượt quyền đặt bút ký vào sơ thảo hiệp ước cắt nhượng đất, vua Tự Đức thất vọng và tức giận, ông đã cho trừng phạt 2 viên chánh và phó sứ. Phan Thanh Giản bị giáng làm Tổng đốc Vĩnh Long và Phan Duy Hiệp giáng làm Tuần phủ Thuận-Khánh (nay là Bình Thuận, Ninh Thuận và Khánh Hòa), là những tỉnh giáp với nhượng địa cho Pháp trong Hiệp ước 1862.

### Ngoại giao

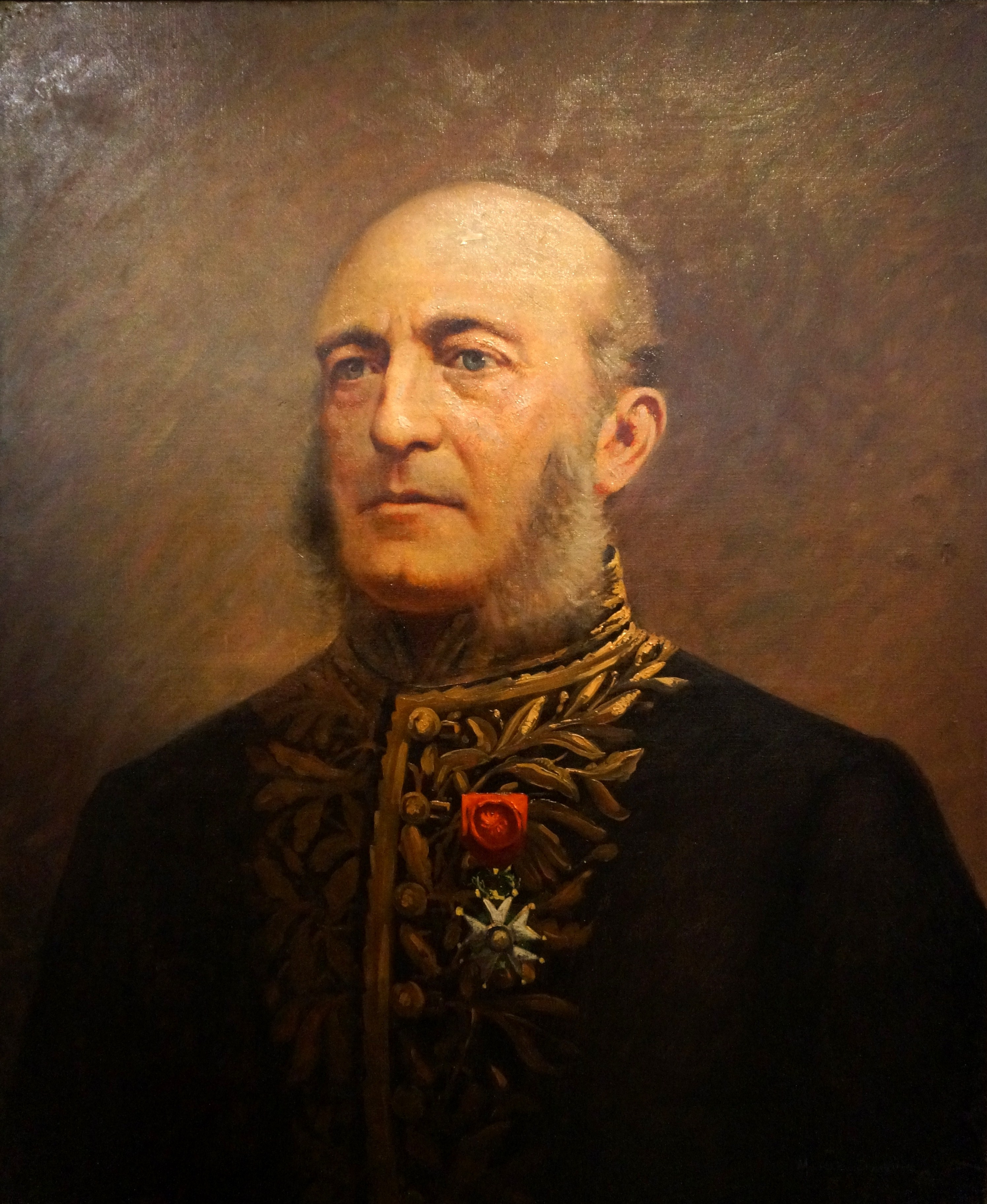
Pierre-Paul de La Grandière, được bổ nhiệm làm Thống soái thay cho Bonard

Ngày 25/06/1862, Bonard đã cử phái bộ về châu Âu mang theo văn bản hòa ước dâng lên cho Hoàng đế Napoleon III của Pháp và Nữ hoàng Isabelle của Tây Ban Nha phê chuẩn. Trong thời gian đợi phê duyệt, triều đình Huế đã tiến hành thực hiện nghĩa vụ bồi thường chiến phí lần đầu vào ngày 02/12/1862. Tuy nhiên, trong qua trình họp bàn với triều thần, vua Tự Đức vẫn đang nuôi hy vọng bỏ tiền chuộc lại đất đã cắt nhượng. Triều đình Huế đã dựa vào "điều 6" trong hòa ước để tiến hành xúc tiến ngoại giao với phía Pháp và Tây Ban Nha, trong điều khoảng này có viết rằng: "khi nền hòa bình được thiết lập, nếu cần giải quyết một vụ việc quan trọng, nhà lãnh đạo của một trong ba nước có thể cử đại diện của mình tới thủ đô hai nước còn lại".
Ngày 12/12/1862, triều đình Huế phản hồi với Bonard, xin phía Pháp xem xét lại nội dung hiệp ước đã ký, đặc biệt là điều khoản nhượng đất, đồng thời yêu cầu phía chính quyền thuộc địa cho phép một đoàn sứ bộ Đại Nam mang lễ vật sang Paris tặng cho hoàng đế Pháp Napoleon III.

### Tình hình chính trị của Đại Nam
Sau khi triều đình Huế phản hồi mong muốn phía Pháp xem xét lại điều khoản cắt nhượng đất ba tỉnh miền Đông Nam kỳ, nghĩa quân khắp nơi, từ Rạch Cát, Biên Hoà, Bà Rịa, Chợ Lớn đến Mỹ Tho đồng loạt tấn công và bao vây các pháo đài, gây nhiều tổn thất cho quân Pháp. Cảnh rối ren này khiến cho Bonard phải đưa quân về Gò Công để trấn áp lực lượng nổi dậy của Trương Định, đồng thời tạo sức ép bắt triều đình Huế phải mau phê chuẩn hiệp ước.
Cuối tháng 01/1863, bản hiệp ước đã được hoàng đế Napoleon III phê chuẩn đã được đưa đến Sài Gòn, đồng thời Phó đô đốc Pierre-Paul de La Grandière được chính phủ Pháp bổ nhiệm làm Thống soái tạm quyền thay cho Bonard. Trước tình hình này, Bonard muốn trước khi thôi chức thống soái trở về Pháp phải hoàn thành việc ép vua Tự Đức phê chuẩn hiệp ước. Ông ấy đã đe doạ sẽ trợ giúp cho Cuộc nổi dậy Tạ Văn Phụng ở Bắc Kỳ. Sau khi họp bàn với triều thần, vua Tự Đức đã chấp thuận phê chuẩn vào hiệp ước.

## Sứ thần Nhà Nguyễn đến Pháp xin chuộc đất

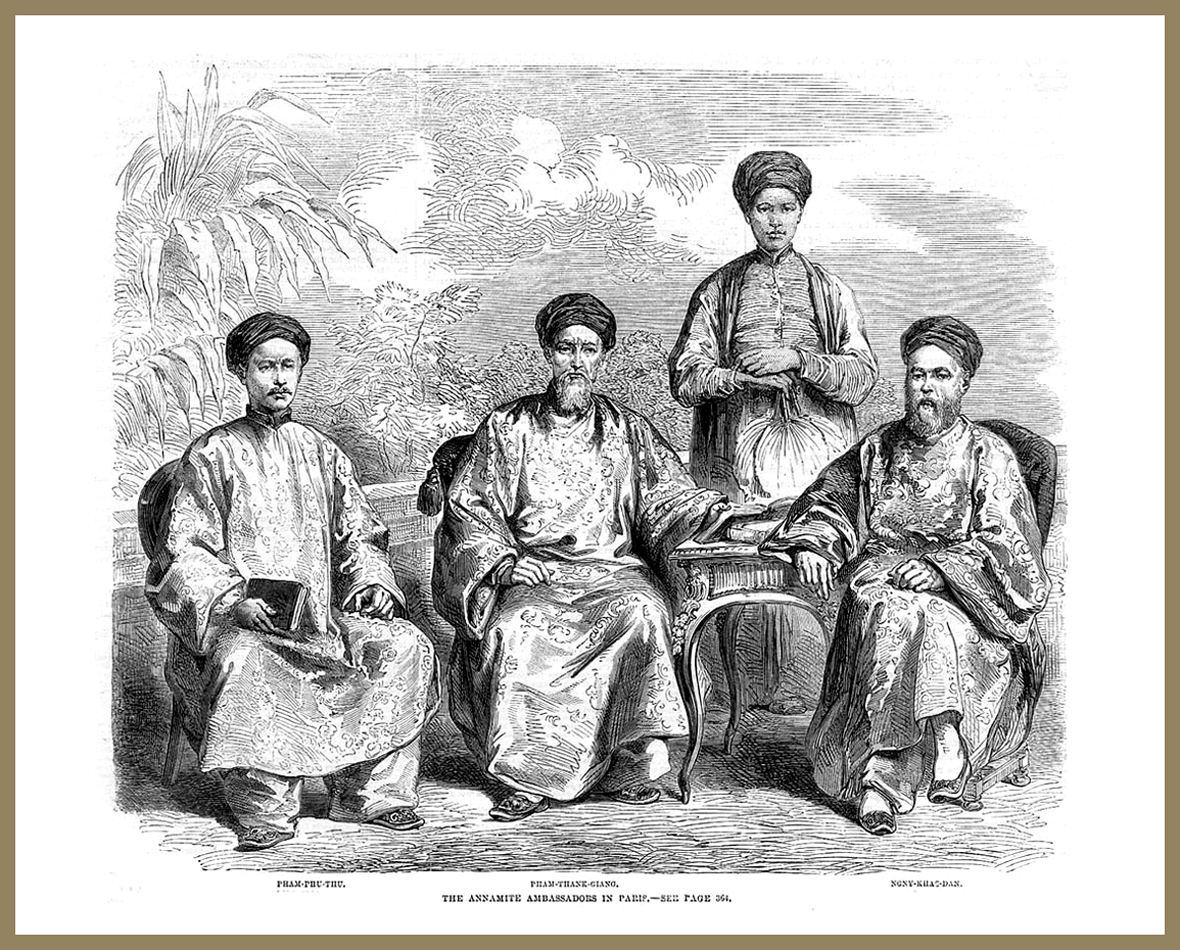
Đoàn sứ thần Đại Nam tại Paris năm 1863, hàng ngồi từ trái qua phải: Phó sứ Phạm Phú Thứ, Chánh sứ Phan Thanh Giản, và Bồi sứ Ngụy Khắc Đản

Sau khi đặt bút phê duyệt vào bản hiệp ước bất bình đẳng 1862, vua Tự Đức và các triều thần vẫn còn nuôi hy vọng lấy lại đất đã mất bằng ngoại giao. Trong mắt triều đình Huế lúc bầy giờ, Bonard đã vượt thẩm quyền của mình khi đưa ra yêu cầu nhượng đất ở điều 3 trong hiệp ước. Vì thế mà triều thần đã dựa vào nội dung của điều khoản thứ 6 để xin phía Pháp cho đoàn sứ thần Đại Nam đến Paris diện kiến Napoleon III, với hy vọng đạt được ở Paris những điều bị từ chối ở Sài Gòn.
Tháng 06/1863, vua Tự Đức "sai Hiệp biện Đại học sĩ là Phan Thanh Giản, Lại bộ Tả tham tri Phạm Phú Thứ, Án sát Quảng Nam là Ngụy Khắc Đản đi sang Tây dương. (Thanh Giản sung làm Chánh sứ, Phú Thứ sung làm Phó sứ, Khắc Đản sung làm Bồi sứ)"
Khi hay tin phía Đại Nam xin diện kiến Pháp hoàng Napoleon III tại Paris, Ngoại trưởng Pháp Édouard Drouyn de Lhuys đã tỏ vẻ lo lắng, điều này thể hiện rõ qua bức thư mà ông ấy viết cho Prosper de Chasseloup-Laubat, Bộ trưởng Hải quân và thuộc địa, trong thư có nội dung như sau: "không nghi ngờ gì nữa, mục đích chính của sứ mạng này là yêu cầu Hoàng đế Pháp tu chính Hiệp ước Nhâm Tuất (1862), xem xét lại tất cả những gì đã được ký kết". Quan điểm của Ngoại trưởng Pháp là không cần xét lại Hiệp ước 1862, muốn giữ nguyên hiện trạng, vì thực tế Hiệp ước 1862 đã vượt quá những kỳ vọng ban đầu của chính phủ Pháp.

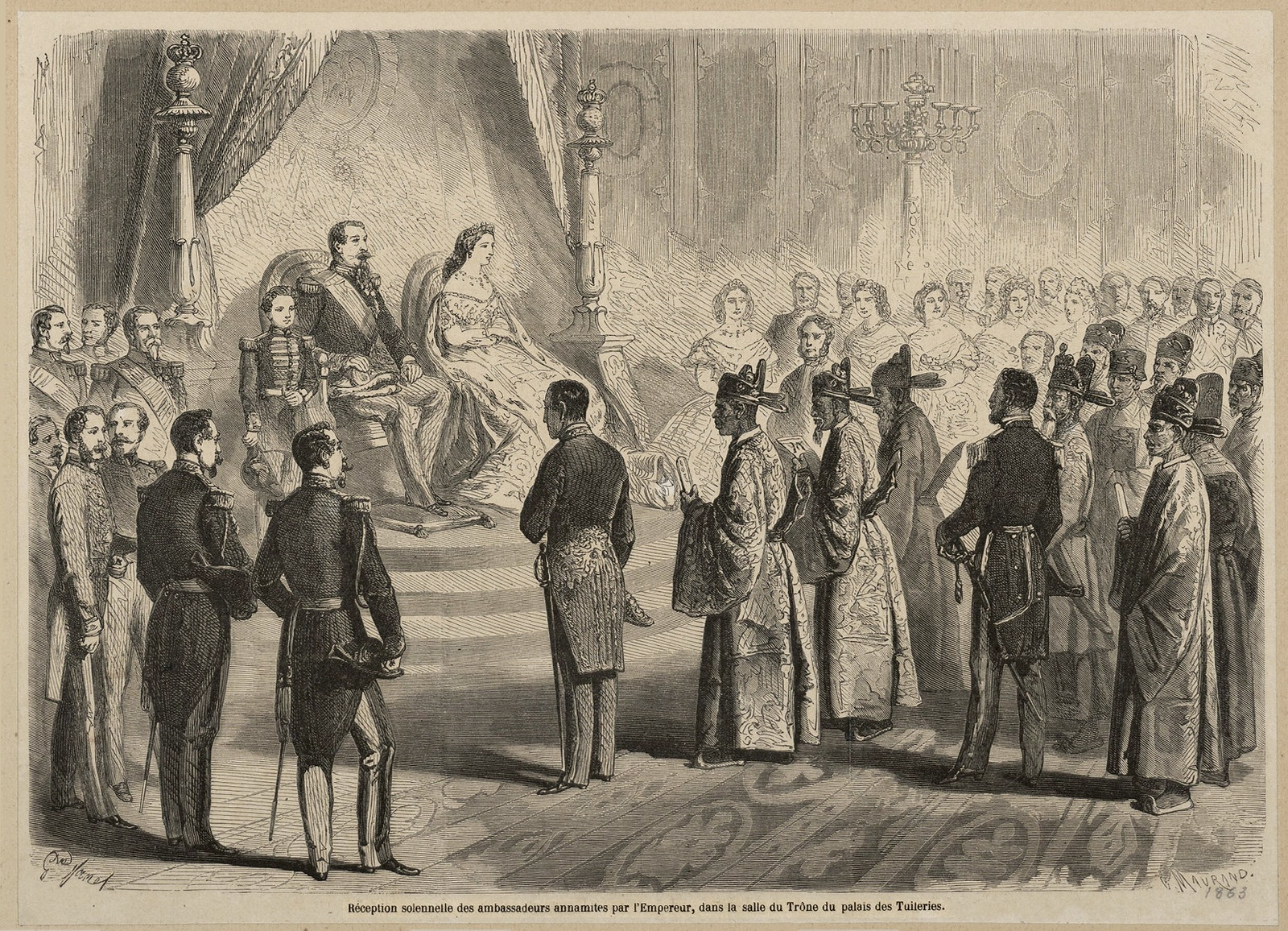
Đoàn sứ thần Đại Nam, tiếp kiến Pháp hoàng Napoleon III tại Cung điện Tuileries, ngày 05/11/1863

Đầu tháng 06/1863, đoàn sứ thần Phan Thanh Giản đến Sài Gòn. Ngày 04/07, họ lên tàu Européen đi về phía Nam qua Eo biển Malacca vào Ấn Độ Dương hướng về Kênh đào Suez, đến ngày 09/09 mới đến Toulon, chiều ngày 13/09 thì đoàn sứ thần đến Paris. Phía Pháp ở Nam Kỳ đã cử Đại uý hải quân Rieunier tháp tùng đoàn sứ bộ Đại Nam sang Pháp, còn Đại uý hải quân Aubaret đảm nhận vai trò thông ngôn trong chuyến đi này. Phan Thanh Giản và phái bộ đã ở lại Đệ Nhị Đế chế Pháp trong 2 tháng, họ đã được chính phủ Pháp tiếp đón trọng hậu và đưa sứ bộ đi tham quan nhiều nơi.
Ngày 05/11/1863, đoàn sứ thần Đại Nam được tiếp kiến Pháp hoàng Napoleon III tại Cung điện Tuileries. Chánh sứ Phan Thanh Giản đã trao cho Pháp hoàng quốc thư của vua Tự Đức và trình bày về mong muốn của triều đình Huế. Đề nghị phía Pháp trả lại đất cho Đại Nam, bù lại Đại Nam sẽ nhượng cho Pháp Côn Đảo, "thành phố Sài Gòn, một địa điểm lựa chọn trong tỉnh Định Tường và thương khẩu Thủ Dầu Một trong tỉnh Biên Hòa".
Trong quốc thư của vua Tự Đức gửi cho Hoàng đế Napoleon III của Pháp có nhắc đến việc Đế quốc Anh nhận bồi thường chiến phí và trả lại tỉnh Quảng Đông cho Nhà Thanh sau Chiến tranh Nha phiến, nội dung này được đề cấp với mong muốn phía Pháp cũng đối xử với Đại Nam tương tự: "nước tôi đã bồi số bạc quân phí, thì đất thuộc về 3 tỉnh miền Đông Nam kỳ ấy xin trả lại cho nước tôi, nếu có phải bù thêm số bạc nhiều ít bao nhiêu, nước tôi cũng yên lòng lo liệu chu thỏa".
Dựa vào Bản điều trần tại Paris của Aubaret và quốc thư của vua Tự Đức, Pháp hoàng Napoleon III ban đầu đã tán thành tinh thần trả lại đất cho Đại Nam và yêu cầu các bộ liên quan trong chính phủ Đệ Nhị Đế chế Pháp soạn một dự thảo để tiến hành ký kết để thay cho Hòa ước Nhâm Tuất năm 1862. Theo đó, Pháp trả lại 3 tỉnh miền Đông Nam kỳ cho Đại Nam, ngoại trừ Sài Gòn, Chợ Lớn, Mỹ Tho và Cap Saint Jacques (nay là Vũng Tàu), bù lại Pháp sẽ được bảo hộ 6 tỉnh Nam Kỳ. Một điều khoản quan trọng nữa liên quan đến tài chính, dự thảo yêu cầu trong 3 năm đầu, phía triều đình Huế phải trả cho Pháp 500.000 đồng bạc/năm, và bồi thường liên tục trong 40 năm sau đó với số tiền 333.333 đồng bạc/năm (tương đương 3 triệu franc/năm).